# Шэрон Торпе
Шэ́рон То́рпе (англ. Sharon Thorpe) — сценическое имя американской порноактрисы эпохи порношика, члена зала славы XRCO.

## Биография
Детство прошло в маленьких городках на Среднем Западе США. Когда Шэрон исполнилось 12 лет, её родители начали собирать различные книги о сексе, привив ей мысль, что секс — здоровое и естественное проявление человека. В 17 лет Шэрон поехала в Нью-Йорк, чтобы поступить в колледж. После окончания колледжа переехала в Сан-Франциско, где работала секретарём. Дебютировала в порноиндустрии в 1973 году после того, как её подруга ответила на объявление о съемках хардкорного порнофильма в газете. Хотя подруга в конечном счёте охладела к этой идее, Шэрон всё же решила попробовать после того, как ответила на звонок кинематографистов в компанию, где работала вместе с подругой.
В 1975 году режиссёр Бэрри Дж. Спинелло снял о Торпе короткометражный 18-минутный фильм под названием A Film About Sharon (Шэрон выступила как актриса и сценарист).
Часто снималась вместе с Джоном Лесли. Введена в зал славы XRCO в 1985 году. Также в зал славы включены три фильма, в которых снялась Шэрон: Mary! Mary! (1987), «Конфетки в униформе» (1978, главная роль) и «Женщины де Сада» (1976, второстепенная роль проститутки).
Ушла из индустрии в 1980 году, снявшись в 65 фильмах.

## Награды
- Зал славы XRCO

## Избранная фильмография
- Женщины де Сада (1976)
- Конфетки в униформе (1978)
- Мир секса (1978)
- Mary! Mary! (1987)